# Reforma financování regionálního školství
Reforma financování regionálního školství v České republice představuje zásadní změnu ve způsobu přidělování finančních prostředků školám. Tato reforma byla zahájena v lednu 2020 a zaměřuje se na oblast financování škol a školských zařízení zřizovaných kraji, obcemi a svazky obcí. Zejména na mateřské, základní a střední školy, konzervatoře a školní družiny. Hlavními cíli reformy jsou zvýšení kvality výuky, snížení počtu žáků ve třídách a zlepšení finanční stability škol.

## Historie a kontext
Předchozí modely financování regionálního školství měly řadu nedostatků. Od roku 1989 do roku 2002 fungoval odvětvový model, který byl reakcí na politické události a ekonomické změny konce 80. let ve střední a východní Evropě. Tento model byl zaměřen na posílení demokratičnosti, decentralizace a efektivnosti ve školství. Přiděloval finance školám na základě jejich reálné potřeby, což vedlo k určitým nerovnostem mezi školami v různých regionech.
V roce 2002 byl zaveden decentralizační model, který posílil autonomii škol tím, že převedl kompetence z centrální úrovně na úroveň krajů a obcí. Tento model se snažil o větší samostatnost škol, ale také vedl k rozdílům v přidělování finančních prostředků mezi jednotlivými regiony. Zákon č. 561/2004 Sb. (školský zákon) upravil financování škol a školských zařízení a stanovoval, jakým způsobem mají být finanční prostředky přidělovány.
Reforma vznikla v reakci na tyto nedostatky. Důležitým impulsem pro reformu byly i diskuse a studie ukazující na nerovnoměrnou kvalitu vzdělání a výsledky mezinárodních šetření, jako je PISA, které poukázaly na potřebu zefektivnit využití dostupných zdrojů.

## Hlavní změny
Nová reforma zavádí centralizovanější přístup k financování škol. Jedním z klíčových prvků je přidělování finančních prostředků na základě počtu odučených hodin (PHmax) místo počtu žáků. To má vést k častějšímu dělení tříd na menší skupiny a snížení počtu žáků ve třídách. Reforma také zrušila krajské normativy, což má zajistit rovnější přidělování prostředků mezi školami v různých regionech.
Školy nyní musí správně vyplňovat výkonové výkazy, které určují jejich finanční příjmy ze státního rozpočtu (SR). Reforma přináší větší předvídatelnost příjmů škol a zajištění pokrytí všech mzdových prostředků. Zavedení výkonových výkazů je zásadní změnou, která umožňuje financování na základě reálného výkonu školy, což má eliminovat nespravedlnosti v přidělování finančních prostředků.
Další významnou změnou je centralizace systému financování, která zrušila 14 soustav krajských normativů a zajistila rovnost v přidělování prostředků podle zákona č. 561/2004 Sb., (školský zákon) pro celou Českou republiku. Tím se předešlo situacím, kdy dvě školy stejného typu se stejným počtem žáků, ale z různých krajů, dostávaly odlišný objem financí ze SR.
Nový systém také zajišťuje, že prostředky MŠMT budou přidělovány podle opravdových potřeb škol na základě jejich výkazů, což by mělo vést k častějšímu dělení jednotlivých tříd na menší skupiny, prodloužení doby provozu mateřských škol a k postupnému snižování žáků ve třídách.

## Přínos reformy
1. Zajistí transparentnost a předvídatelnost ve financování.
2. Odstraňuje nerovnosti v odměňování zaměstnanců.
3. Odstraňuje negativní dopady snížení počtu žáků.
4. U středních škol eliminuje nutnost přijímat co největší počet žáků bez ohledu na jejich studijní předpoklady v zájmu získání nezbytného objemu finančních prostředků pro svoji činnost. [1]

## Budoucí perspektivy
Vláda a MŠMT plánují další evaluaci reformy, aby identifikovaly oblasti pro zlepšení a zajistily, že financování školství bude nadále odpovídat potřebám moderního vzdělávacího prostředí.